# Шибанов Михайло Олексійович
Михайло Олексійович Шибанов (рос. Михаил Алексеевич Шибанов; народився 28 жовтня 1987 у м. Казані, СРСР) — російський хокеїст, воротар. Виступає за «Шахтар» (Солігорськ) в Білоруській Екстралізі. 
Виступав за «Ак Барс-2» (Казань), «Ак Барс» (Казань), «Південний Урал-2» (Орськ), «Південний Урал» (Орськ), «Керамін—2» (Мінськ), ДХК «Латгале», ХК «Вітебськ».